# Janez Polda
Janez Polda (* 25. April 1924 in Mojstrana; † 20. März 1964 ebenda) war ein jugoslawischer Skispringer.

## Werdegang
Polda gab sein internationales Debüt mit dem Start bei den Olympischen Winterspielen 1948 in St. Moritz. Im Einzel von der Normalschanze landete er nach Stürzen auf Rang 41. Bei der Nordischen Skiweltmeisterschaft 1950 in Lake Placid sprang Polda auf den 25. Platz. Zwei Jahre später bei den Olympischen Winterspielen 1952 in Oslo sprang er punktgleich mit dem Schweizer Andreas Däscher auf den 16. Platz.
Bei der ersten Vierschanzentournee 1953 bestritt er nur die Springen in Österreich. In Innsbruck auf der Bergiselschanze landete er auf einem sehr guten achten Rang. Auf der Paul-Außerleitner-Schanze in Bischofshofen sprang er auf den 10. Platz. In der Gesamtwertung platzierte er sich am Ende auf dem 16. Platz. Bei der Nordischen Skiweltmeisterschaft 1954 in Falun sprang er auf 75 und 75,5 Meter und erreichte damit einen guten 16. Platz.
Bei der Vierschanzentournee 1955/56 sprang Polda noch einmal das Springen in Innsbruck. Da er dabei mit Rang fünf das beste Einzelresultat seiner Tournee-Karriere erreichte, beendete er mit 210 Punkten Rang 33 der Gesamtwertung. Mit dem Start bei den Olympischen Winterspielen 1956 in Cortina d’Ampezzo beendete er seine aktive Skisprungkarriere. Dabei sprang er von der Normalschanze auf den 24. Platz.
Zwischen 1947 und 1956 wurde Polda insgesamt sieben Mal jugoslawischer Meister.
Nach seinem plötzlichen Tod 1964 fand von 1965 bis 1980 in Planica zu Ehren Poldas ein Gedächtnisspringen statt.

## Erfolge

### Vierschanzentournee-Platzierungen
| Saison  | Platz | Punkte |
| ------- | ----- | ------ |
| 1953    | 16.   | 415,8  |
| 1955/56 | 33.   | 210,0  |

### Ungültig Weltrekord
| #         | Schanze                    | Ort     | Land        | Weite   | aufgestellt am | Rekord bis |
| --------- | -------------------------- | ------- | ----------- | ------- | -------------- | ---------- |
| Berührung | Bloudkova velikanka (K120) | Planica | Jugoslawien | 120,0 m | 14. März 1948  | Ungültig   |